# 546-й ракетний полк (СРСР)
546-й ракетний полк (в/ч 30013) — військова частина у складі Ракетних військ стратегічного призначення Збройних сил СРСР і України.

## Історія створення і бойовий шлях
546-й ракетний полк сформований у серпні 1969 року в селищі Маньківка Уманського району Черкаської області і увійшов до складу 46-ї ракетної дивізії.
Одночасно з рішенням організаційних завдань, особовий склад полку освоїв ракетний комплекс УР-100 «ОС» і, після успішної здачі екзаменів, 25 серпня 1970 року заступив на бойове чергування.
У 1973 році 546-й ракетний полк передислокований до м. Первомайськ Миколаївської області. 
26 квітня 1975 року, успішно освоївши новий ракетний комплекс 15ПО35, особовий склад полку заступив на бойове чергування.
Відповідно з наказом ГК РВСП № 074 та наказом командувача 43-ї ракетної армії № 040, з 24 вересня 1993 року полк переведений на несення оперативно-бойового чергування, а згодом виведений з бойового складу РВСП.
У зв'язку з ліквідацією ядерного озброєння в Україні, 1 липня 1997 року 546-й ракетний полк був розформований.

## Командири полку
- полковник Ніколаєв Віталій Сергійович (1969—1978);
- підполковник Колосов Михайло Васильович (1978—1981);
- полковник Кудінов Іван Іванович (1981—1985);
- підполковник Кучкін Костянтин Григорович (1985—1987);
- підполковник Тарасенко Олександр Євгенович (1987—1994);
- підполковник Юраш Олександр Андрійович (1995—1997);
- підполковник Кузьменко Олександр Васильович (в.о., 1997).